# Last Recording
Last Recording från 1959 är ett musikalbum av Billie Holiday med Ray Ellis orkester. Albumet spelades in i mars 1959 men gavs ut först efter hennes död i juli.
Vid den här tiden hade droger och alkohol påverkat Holidays röst och den hade försämrats sedan hennes föregående album Lady in Satin. Producenten och arrangören Ray Ellis berättar att man vid inspelningen ”av misstag” ökade hastigheten något för att Holiday skulle nå högre toner.

## Låtlista
1. All of You ur Silkesstrumpan (Cole Porter) – 2:30
2. Sometimes I'm Happy" ur Hit the Deck (Vincent Youmans/Irving Caesar) – 2:46
3. You Took Advantage of Me ur Present Arms (Richard Rodgers/Lorenz Hart) – 2:46
4. When It's Sleepy Time Down South ur Safe in Hell (Clarence Muse/Leon René/Otis René) – 4:04
5. There'll Be Some Changes Made (W. Benton Overstreet/William Blackston) – 2:52
6. 'Deed I Do (Fred Rose/Walter Hirsch) – 2:14
7. Don't Worry 'bout Me (Rube Bloom/Ted Koehler) – 3:08
8. All the Way ur The Joker Is Wild (Jimmy Van Heusen/Sammy Cahn) – 3:22
9. Just One More Chance (Arthur Johnston/Sam Coslow) – 3:43
10. It's Not for Me to Say (Robert Allen/Al Stillman) – 2:25
11. I'll Never Smile Again (Ruth Lowe) – 3:23
12. Baby Won't You Please Come Home (Charles Warfield/Clarence Williams) – 3:03

## Inspelningsdata
Inspelningarna gjordes i New York.
3 mars 1959 (spår 8–11)
4 mars 1959 (spår 2–4, 7)
11 mars 1959 (spår 1, 5, 6, 12)

## Medverkande
- Billie Holiday – sång
- Harry Edison – trumpet (spår 1–7, 12)
- Joe Wilder – trumpet (spår 1, 5, 6, 12)
- Jimmy Cleveland – trombon (spår 2–4, 7–11)
- Billy Byers – trombon (spår 1, 5, 6, 12)
- Danny Bank – tenorsax (spår 1, 5, 6, 12)
- Al Cohn – tenorsax (spår 1, 5, 6, 12)
- Gene Quill – altsax (spår 2–4, 7)
- Romeo Penque – tenorsax (spår 8–11)
- Janet Putnam – harpa (spår 2–4, 7–11)
- Hank Jones – piano
- Barry Galbraith – gitarr (spår 2–4, 7)
- Kenny Burrell – gitarr (spår 8–11)
- Milt Hinton – bas (spår 1–7, 12)
- Joe Benjamin – bas (spår 8–11)
- Osie Johnson – trummor
- Okänd stråkkvartett (2–4, 7–11)